# ヴィリエ＝モルゴン
ヴィリエ＝モルゴン(Villié-Morgon)は、フランスのオーヴェルニュ＝ローヌ＝アルプ地域圏ローヌ県のコミューン。

## 地理
県の北端に位置し、北から北東にかけてはブルゴーニュ地方と接している。ボジョレー地区で村名を名乗れる「クリュ・ボジョレー」の一つ、「モルゴン」を生産する村として知られている。

## 人口統計
| 1962年 | 1968年 | 1975年 | 1982年 | 1990年 | 1999年 | 2008年 | 2009年 |
| ------ | ------ | ------ | ------ | ------ | ------ | ------ | ------ |
| 1565   | 1586   | 1551   | 1516   | 1522   | 1614   | 1839   | 1886   |

## 姉妹都市
- ザシュバッハヴァルデン、ドイツ